# Vedetta (F 597)
La Vedetta (distintivo ottico F 597) fu una corvetta anti-sommergibili della Marina Militare italiana, appartenente alla classe Le Fougueux e varata nel 1954.
Costruita in cantieri francesi per conto della Bundesmarine ed entrata in servizio con la designazione di PC-1616, nel 1957 fu consegnata all'Etiopia divenendo la prima unità navale della Marina militare etiope, assumendo il nome di Zerai Deres; la nave fu quindi trasferita all'Italia nel 1959, rimanendo in servizio fino alla radiazione nel 1978.

## Storia

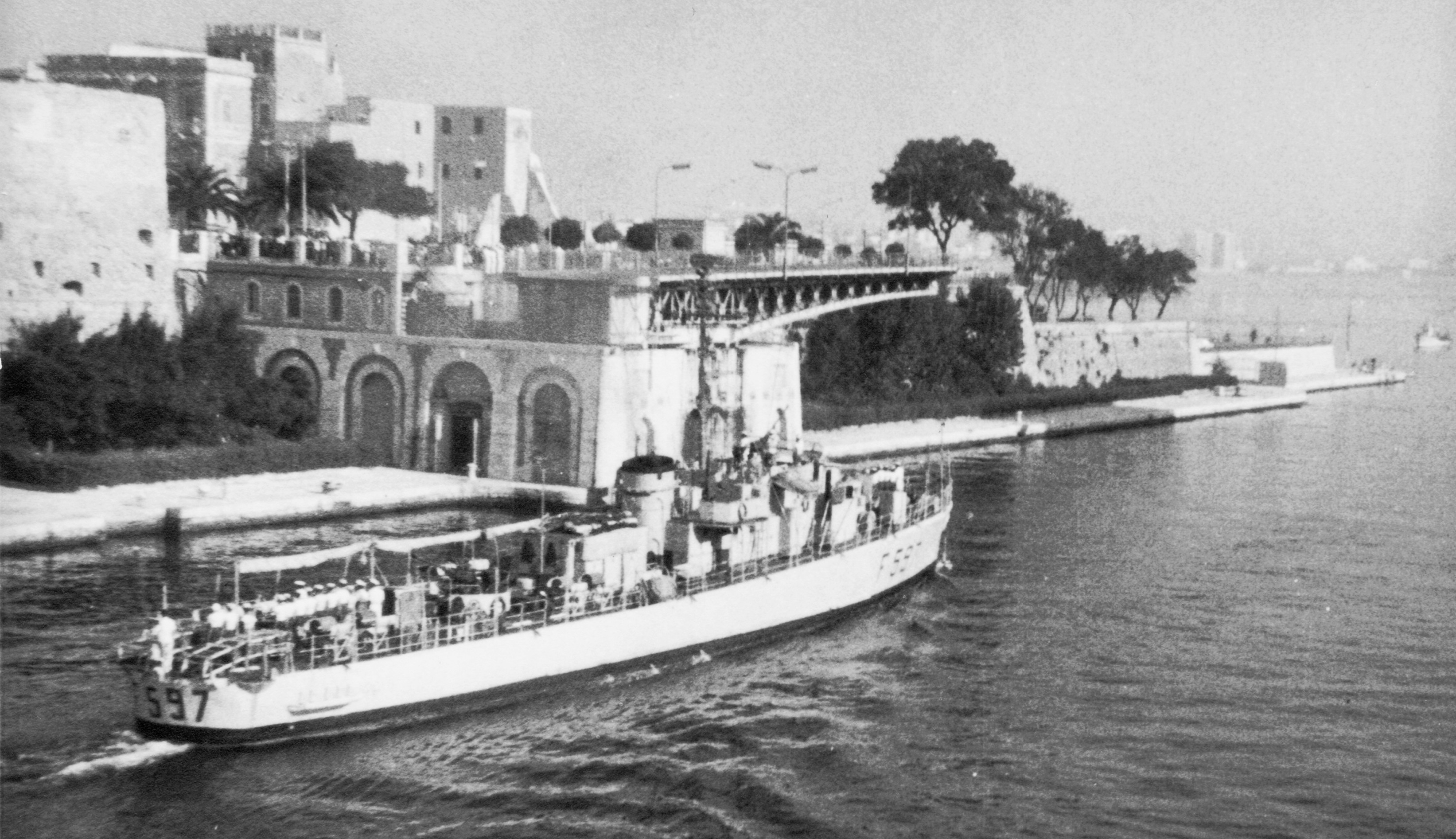
La Vedetta F 597 a Taranto nel 1966

La nave fu impostata il 17 dicembre 1953 nei cantieri della ditta A. C. Dubigeon di Brest, come parte del programma Mutual Defense Assistance Program della NATO; l'unità apparteneva alla classe Le Fougueux, una serie di unità cacciasommergibili (o escorteur côtier nella designazione francese) derivate dal progetto della classe PC-461 della United States Navy. La nave venne varata il 30 settembre 1954 con la designazione di PC-1616, per poi essere completata e consegnata alla Bundesmarine della Germania Ovest il 23 agosto 1955.

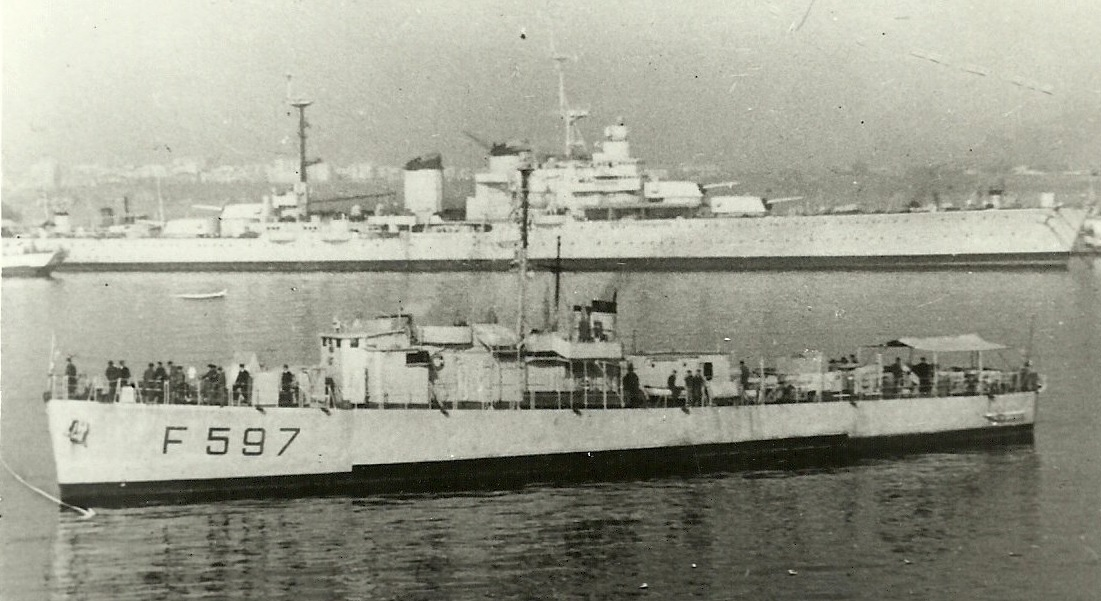
La nave nel 1969

Dopo un breve periodo di servizio con la Marina tedesca, la nave fu trasferita all'Etiopia e consegnata agli etiopi il 2 gennaio 1957 nel porto di Bremerhaven; con il nuovo nominativo di Zerai Deres (in amarico: ዘርኣይ ደረስ; in alcuni testi a volte traslitterato erroneamente in Belay Deress), in onore dell'omonimo patriota, la nave divenne la prima unità operativa della Marina militare etiope, fondata quello stesso anno. L'unità rimase in servizio con l'Etiopia per un breve periodo fino all'estate del 1957, quando tornò sotto il controllo delle autorità statunitensi; il 3 maggio 1959 il governo statunitense ne ritrasferì la proprietà all'Italia.
Dopo lavori di manutenzione e risistemazione condotti a La Spezia, la nave entrò in servizio in forza alla Marina Militare il 5 novembre 1959 sotto la denominazione di Vedetta; assegnata al Gruppo Navale di Scorta, la Vedetta fu dislocata a Messina per compiere missioni di addestramento e di vigilanza delle attività di pesca nella zona del Canale di Sicilia, operando poi successivamente anche nel bacino del mar Adriatico.
La nave fu infine radiata dal servizio il 1º maggio 1978 e avviata alla demolizione.